# Újfehértó
Újfehértó est une ville et une commune du comitat de Szabolcs-Szatmár-Bereg en Hongrie.

## Histoire
En 1920 , la population juive atteint 1.303 personnes, 11 % de la population totale. Le 17 mai 1944, les 400 familles juives vivant dans le village furent déportés à Auschwitz via Nyirjes et Sima .

## Jumelages
La ville d'Újfehértó est jumelée avec :
- Braniștea (Roumanie)
- Doberdò del Lago (Italie)
- Gut (Ukraine)
- Cherechiu (Roumanie)
- Żarów (Pologne)
- Váhovce (Slovaquie)

## Personnalités
- András Toma